# Ray Wylie Hubbard
Ray Wylie Hubbard (Soper, 13 de noviembre de 1946) es un cantante y compositor estadounidense de música country y blues.

## Primeros años
Hubbard nació en el pueblo de Soper, Oklahoma. Su familia se mudó a Oak Cliff en el suroeste de Dallas, Texas, en 1954. Asistió a la Escuela Secundaria W. H. Adamson con Michael Martin Murphey y se graduó en 1965, matriculándose en la Universidad del Norte de Texas como estudiante de inglés. Pasaba los veranos en Red River, Nuevo México tocando música folclórica en un trío conocido como Three Faces West.

## Carrera
Durante su estancia en Nuevo México, Hubbard escribió "Up Against the Wall, Redneck Mother", canción que se hizo famosa por la versión de Jerry Jeff Walker en 1973, siendo interpretada por una amplia variedad de otros artistas desde entonces. Fortalecido por el éxito de la canción, el músico logró un contrato con Warner Bros. Records y reunió una banda para publicar en 1976 el disco Ray Wylie Hubbard and the Cowboy Twinkies. Sin que Hubbard lo supiera, el productor Michael Brovsky decidió añadir overdubs y coristas femeninas a las grabaciones, algo que el músico desaprobó con vehemencia.
Decepcionado con Warner, Hubbard grabó algunos álbumes para varios otros sellos durante la siguiente década, aunque las ventas no fueron las esperadas. El último disco publicado en la década de 1980 fue Caught in the Act (1984) mediante su recién formado sello discográfico Misery Loves Company.
Volvió a grabar a principios de los años 1990 y lanzó su álbum Lost Train of Thought en 1992, seguido de Loco Gringo's Lament en 1994. Un grupo de seguidores comenzó a redescubrir la música de Hubbard, lo que desde entonces le ha permitido seguir grabando discos con el paso de las décadas.

## Discografía
- 1976 Ray Wylie Hubbard and the Cowboy Twinkies – Warner Bros. Records
- 1978 Off the Wall – Lone Star Records, Polygram
- 1980 Something About the Night – Renegade Records
- 1984 Caught in the Act – Misery Loves Company Records
- 1991 Lost Train of Thought – Misery Loves Company Records
- 1994 Loco Gringo's Lament – DejaDisc Records
- 1997 Dangerous Spirits – Rounder/Philo Records
- 1998 Live at Cibolo Creek – Misery Loves Company Records
- 1999 Crusades of the Restless Knights – Rounder/Philo Records
- 2001 Eternal & Lowdown – Rounder/Philo Records
- 2003 GROWL – Rounder/Philo Records
- 2005 Delirium Tremolos – Rounder/Philo Records
- 2006 Snake Farm- Sustain Records
- 2010 A. Enlightenment B. Endarkenment – Bordello Records
- 2012 The Grifter’s Hymnal – Bordello Records
- 2015 The Ruffian's Misfortune – Bordello Records
- 2017 Tell The Devil That I'm Getting There As Fast As I Can – Bordello Records
- 2020 Co-starring - Big Machine Records